# Catch You Catch Me
「Catch You Catch Me」（キャッチ・ユー・キャッチ・ミー）は、日本の女性歌手・グミによる楽曲。1998年4月22日にビクターエンタテインメントより同名の8cmCDシングルとしてリリースされた。グミとは日向めぐみのデビュー時の名義である。
表題曲「Catch You Catch Me」はNHK衛星第2テレビ（のちにNHK教育テレビ）で放送されたテレビアニメ『カードキャプターさくら』のオープニング主題歌に起用された。

## 制作とリリース
本アニメのエンディング主題歌「Groovy!」を歌う広瀬香美がプロデューサーを務め、アレンジャーとして本間昭光が参加し、広瀬の楽曲でパーカッションを担当する三沢またろうも参加している。
「Catch You Catch Me」は事前のデモが存在せず、広瀬の弾き語りを日向がその場で覚えて歌い、仮歌をレコーディングした。当初はプロデューサーの広瀬が歌唱を予定したが、子供番組としては声が大人びていることから日向に変更した。
歌詞は片想いの恋心をテーマにしている。『カードキャプターさくら』の第1期オープニングテーマとして使用され、この曲の流れるオープニングの映像の一部分は、放送開始時は木之本藤隆だったが、のちに李小狼に変わっている。
TVサイズ・バージョンは1分24秒で歌詞の一部が変更され、1番のサビと2番のサビの最後を入れ替えている。このバージョンは、『カードキャプターさくらオリジナルサウンドトラック2』（1998年12月19日）に収録され、アルバム『カードキャプターさくら 主題歌コレクション』（2001年12月19日）・『EMOTION20周年記念テーマコレクション〜TV編』（2002年8月21日）にも収録された。日向めぐみ（他名義含む）のアルバムは収録していない。
カップリング曲「ヒトリジメ」は『カードキャプターさくら』挿入歌として、第34話・第40話で使用された。恋心を抱いてからデートに進展するまでの心境が描かれている。本曲と、2000年にg.e.m.名義でリリースされた｢c/w you.｣、2003年にメロキュアで発表された｢向日葵｣は、世界観を同一にした三部作とされている。

## 批評
音楽ライターの川口瑞夫は『別冊宝島・音楽誌が書かないJポップ批評』誌上にて本曲について「こんなヘンテコなメロディは、広瀬以外に書けないと思わせる佳曲で、ほとんど自己パロディの域に達している」と評し、採点100点満点中92点という高評価を与えている。洋泉社が発行した『アニソンマガジン』の90年代アニメソングレビュー集のなかでライターの前田久は、「Catch You Catch Me」の広瀬と本間というクレジットについて「90年代J-POP文脈最強の布陣」と形容し、「弾むようなポップソング」に仕上がっているとした。
2019年3月1日には、ソニー・ミュージックエンタテインメントのアニメソング人気投票キャンペーン「平成アニソン大賞」においてユーザー投票賞（1989年 - 1999年）に選出された。

## ライブ・パフォーマンス
「Catch You Catch Me」は、日向が他名義で活動を開始したこともあり、1998年12月を最後に長らくイベントやライブなどの公の場で歌われる機会が無かったが、2014年6月に台湾で行われたイベントで約16年ぶりに生歌で披露された。国内は2014年12月に日向のワンマンライブで、本人が歌唱して生バンド編成でライブ演奏した。
「ヒトリジメ」は長い間人前で歌われる機会が全くない曲だったが、アニメ再放送中の2016年12月に開催された日向のワンマンライブで、Catch You Catch Meとともに披露され、リリースから実に18年越しのライブ初演となった。

## シングル収録曲
1. Catch You Catch Me [3:44]
（作詞・作曲：広瀬香美、編曲：本間昭光・広瀬香美）
2. ヒトリジメ [4:20]
（作詞・作曲：日向めぐみ、編曲：本間昭光）
3. Catch You Catch Me（オリジナル カラオケ） [3:44]
4. ヒトリジメ（オリジナル カラオケ） [4:20]

## カバー
Catch You Catch Me
- 丹下桜（『カードキャプターさくら 「コンプリート・ボーカル・コレクション」』2001年2月21日、『Musees de Sakura』2010年2月10日）

テレビアニメで主人公の木之本桜を演じた丹下が、オリジナルと同じ伴奏で「さくらVer.」としてカヴァー。
後に発売された『カードキャプターさくら オリジナルサウンドトラック2』に、先述したグミVer.のTVサイズ・バージョンとともに収録されている。
2番のサビの歌詞の一部は、グミVer. 「あなたに世界で……」、さくらVer. 「あなたを世界で……」とわずかに異なる。
2010年に自身のカバーアルバム『Musees de Sakura』でも再カヴァーした。伴奏とボーカルを新たに採録したが、歌詞はさくらVer. と同一である。
- 石田燿子（『ベストMAX〜THE POWER OF NEW ANIMATION SONGS〜』2002年3月1日）
- 中川翔子（『しょこたん☆かばー×2 〜アニソンに愛を込めて!!〜』2007年9月19日）

日向も「グミ (meg rock)」のクレジットでコーラスを担当し、中川に歌唱指導した。
- Machico（『COLORS II -RML-』2015年4月8日）
- Yun*chi（『アニ*ゆん〜anime song cover〜』2015年4月15日）

このカバーが縁となり、同年に発表されたYun*chiのオリジナル楽曲「QLL*」で日向が作詞している。
- 星井美希（長谷川明子）（『THE IDOLM@STER MASTER ARTIST 3 04 星井美希』 2015年6月3日）
- 広瀬香美（【広瀬香美】Catch You Catch Meを歌ってみた【カードキャプターさくら】　2020年7月24日）

弾き語り版。音源化されていないため、この動画が唯一のセルフカヴァーである。この前の動画で「Groovy!」を弾き語りしたことが契機となる。